# Tudorrosen
Tudorrosen (undertiden kaldet Unionsrosen) er Englands traditionelle blomsterdevise og har dens navn og oprindelse fra Huset Tudor, der forenede Huset Lancaster og Huset York. Tudor-rosen består af fem hvide indre kronblade, der repræsenterer Huset York, og fem røde ydre kronblade til at repræsentere Huset Lancaster.

## Oprindelse
I Slaget ved Bosworth Field (1485) vandt Henrik 7. af Huset Lancaster Englands krone fra Richard 3. af Huset York. Han afsluttede således den borgerkrigen, der i eftertiden fik betegnelsen "Rosekrigene". Kongerne of the Huset Lancaster havde undertiden anvendt en rød eller guldrose som et emblem, mens Huset York havde anvendt en hvid rose som et badge. Henriks far var Edmund Tudor, og hans mor var Margaret Beaufort af Huset Lancaster. I januar 1486 giftede han sig med Elizabeth af York for at bringe alle fraktioner sammen. (I kamp kæmpede Richard 3. under sit vildsvins banner, mens Henrik kæmpede under Wales' dragebanner, da Wales var hans families hjemland.) Sidestillingen af den hvide rose mod den røde rose sammenstilling var Henriks opfindelse. Historikeren Thomas Penn skriver:
Den røde Lancasterrose var et emblem, der næsten ikke havde eksisteret før Henrik 7. Kongerne af Huset Lancaster anvendte rosen sporadisk, men når de gjorde, var den oftere i guld end rød. Henrik 6., kongen der regerede, mens landet blev ramt af borgerkrig, foretrak sin antilope-devise. Samtidige kaldte ikke den traumatiske borgerkrig i det 15. århundrede for "Rosekrigene". I næsten et kvart århundrede, fra 1461 til 1485, var der kun en kongelig rose, og den var hvid: Edvard 4.'s devise. Roserne blev faktiske skabt efter krigen af Henrik 7.
I forbindelse med sit bryllup indførte Henrik 7. Tudorrose emblemet, der forenede den hvide Yorkrose og den røde Lancasterrose.

### Historisk anvendelse
Henrik 7. var forbeholden i sin anvendelse af Tudorrosen. Han anvendte regelmæssigt Lancasterrosen i sig selv, idet det var det hus, som han tilhørte. Hans efterfølger Henrik 8., der nedstammede fra begge huse, kom til at anvende rosen oftere.
Da Arthur, prins af Wales, døde i 1502, blev begge roser sat på hans grav i Worcester Cathedral. Derved hævdedes hans kongelige herkomst fra begge huse, Lancaster og York.
Under sin regeringstid fik Henrik 8. det legendariske "Runde bord", dengang anset for at have været ægte, på Winchester Castle ommalet. Den nye mønster indeholdt en Tudorrose i midten. Inden dette havde hans far Henrik 7. opført Henry VII Chapel i Westminster Abbey (det blev senere stedet for hans grav) og det blev hovedsageligt dekoreret med Tudorrosen og Beaufort faldgitre, som en form for propaganda for at fastslå hans krav på tronen.
Tudorroseemblemet kan være som afskåret og kronet: Vist som en stikling med en stilk og blade under en krone. Dette emblem ses i Nicholas Hilliards "Pelican Portrait" af Elizabeth 1. og har siden en rådsbekendtgørelse (dateret 5. november 1800) været Englands kongelige blomsteremblem.
Tudorrosen kan også optræde dimidated (skåret i halv og kombineret med et andet halvt emblem) for at danne et sammensat emblem. The 1511 Westminster Tournament Roll inkluderer Henrik hans første hustru Katarina af Aragoniens emblem, bestående af en afskåret Tudorrose sammensat med Katarinas personlige emblem, det spanske granatæble. Deres datter Maria 1. bar det samme mærke. Efter sin bestigelse af den engelske trone anvendte Jakob 6. af Skotland og 1. af England et emblem bestående af en Tudorrose skåret i halv sammen med med en skotsk tidsel skåret i halv og toppet af en kongekrone. Tudorrosen blev også brugt i Vilhelm, greve af Schaumburg-Lippes våbenskjold.

### Moderne anvendelse
Den kronede og afskårne Tudorrose bruges som Englands planteemblem, da Skotland anvender tidslen, Wales anvender porren, og Irland anvender trekløveren (Nordirland anvender af og til hør i stedet). Som sådan findes den på Yeomen Warders' uniformerne i Tower of London og af Yeomen of the Guard. Den fandtes på den britiske 20-pence-mønt, der blev slået mellem 1982 og 2008. Den optræder på Storbritanniens rigsvåben og Canadas rigsvåben.
Som en del af Højesteret i Storbritanniens emblem repræsenterer Tudorrosen England sammen med blomstermærkerne fra de andre bestanddele af Storbritannien og Nordirland.
Tudorrosen anvendes også af en række byer. Royal Town of Sutton Coldfield anvnder ofte emblemet, da den fik status af Royal Town af Henrik 8.. Tudorrosen optræder på Oxfords våbenskjold. Den anvendes også især (om end i monokrom form) som symbolet for VisitEngland, Englands turistorganisation.
The Borough and County of Queens i New York City anvender en Tudorrose på det flag og segl. Annapolis, Marylands flag og segl har en forenet Tudorrose og tidsel med en krone. Byen York, South Carolina har tilnavnet "The White Rose City", og den nærliggende by Lancaster, South Carolina, har tilnavnet "The Red Rose City".
- Tudorrosen anvendt på kæden i Hans Holbein den Yngres portræt af Sir Thomas More
- Yeomen of the Guards' moderne emblem